# Teško vama licemeri
Teško vama licemeri je fraza kojom Isus kritikuje pisare, fariseje (verske vođe) i zakonike svoga vremena. Poduži spisak Isusovih kritika je zabeležen u jevanđeljima po Mateju i Luki.
Isus kritikuje verske i svetovne vođe svoga naroda zato što jedno govore a drugo rade, propisuju teške obaveze drugima a sami ih ne prihvataju, prikazuju se pobožnima, teže društvenom položaju, poseduju znanje koje ne koristi niti dele sa drugima, vrbuju sledbenike na sve načine, prisvajaju imovinu udovica, spolja se predstavljaju čistim a iznutra su nečisti, drže se slova zakona a zapostavljaju pravdu, milost i veru, i tome slično.
Kritike licemerja se kod Mateja nalaze pri kraju Isusove misije, pred konačni polazak za Jerusalim, dok se kod Luke nalazi na samom početku Isusove misije, kada šalje učenike da propovedaju. Obzirom da se nalazi kod Mateja i Luke, ali ne kod Marka, i to na različitim mestima u naraciji, pretpostavlja se da potiču iz zajedničkog izvora, poznatog kao Q dokument.

## Isusova kritika licemjera

### Po Mateju
Jevanđelje po Mateju gotovo čitavo 23. poglavlje posvećuju kritici licemera. Matej prvo daje uopštenu kritiku pisara i fariseja:
Na Mojsijevu stolicu sedoše književnici i fariseji. Sve dakle što vam kažu da držite, držite i tvorite; ali šta oni čine ne činite; jer govore a ne čine. Nego vežu bremena teška i nezgodna za nošenje, i tovare na pleća ljudska; a prstom svojim neće da ih prihvate. A sva dela svoja čine da ih vide ljudi: raširuju svoje amajlije, i grade velike skute na haljinama svojim. I traže začelje na gozbama i prva mesta po zbornicama, i da im se klanja po ulicama, i da ih ljudi zovu: Ravi! Ravi!
Matejevo jevanđelje zatim redom nabraja sledećih osam stavki Isusove kritike:
Nakon nabrajanja stavki, zaključuje: „Zmije, zmijski porode, kako da pobegnete od osude paklene?“

### Po Luki
Jevanđelje po Luki posvećuje veliki deo 11. poglavlja kritici licemerja. Luka prvo daje uvodnu priču o tome kako je Isusa jedan farisej pozvao na ručak pa se začudio što se Isus nije oprao pre jela, nakon čega sledi kritika, slična šestoj stavki kod Mateja:
Vi fariseji spolja čistite čašu i zdelu, a iznutra vam je puno grabeža i zlobe. Bezumni! Nije li onaj načinio i iznutra koji je spolja načinio? Ali dajte milostinju od onog što je unutra; i gle, sve će vam biti čisto.
Luka zatim navodi sledećih šest stavki Isusove kritike (povremeno prekidane dijalozima):
Lukino XI poglavlje o kritici licemerja se završava tako što se književnici i fariseji okome na njega mnogim pitanjima, pokušavajući da ga zbune i vrebajući ne bi li šta rekao da ga okrive. Kasnije, u XX poglavlju, Luka navodi još jednu stavku kritike (koju prenosi i Marko):
Čuvajte se od književnika, koji idu u dugačkim haljinama, i traže da im se klanja po ulicama, i prvih mesta po zbornicama, i začelja na gozbama; Koji jedu kuće udovičke, i lažno se mole Bogu dugo. Oni će još većma biti osuđeni.

### Po Tomi
Nekanonsko jevanđelje po Tomi na različitim mestima prenosi dve stavke kritike licemera:

## Tumačenja
Vilfred Harington, irski hrišćanski teolog, smatra da naglašavanje usmenog predanja može voditi u »legalizam i detinjastu kazuistiku«, a insistiranje na doslednom pridržavanju Zakona može postati nepodnošljiv teret; otuda Isusove reči: »Zaključavate kraljevstvo nebesko pred ljudima; vi ne ulazite, a ne date ući ni onima koji pokušavaju ući.« (Mt 23:13)
Apostol Pavle, i sam farisej, zaključuje da je zbog neizlečive grešnosti tela nemoguće održavati ceo Zakon onako, kako insistiraju fariseji. »Umom služim zakonu Božjem, a telom zakonu grijeha.« (Rim 7:25) Ponos zbog poznavanja Zakona dovodi do umišljenosti (Lk 18:9-14). Pavle spominje svoj prethodni život kao fariseja, kada je bio »po pravednosti koja je u Zakonu, besprekoran« (Fil 3:6), ali sve to sada, zbog spoznaje Hrista, ne smatra dobitkom nego gubitkom (Fil 3:7-8).
Nasuprot hrišćanskoj interpretaciji, Harold Kušner, savremeni američki rabin (naslednici drevnih fariseja) kaže sledeće: »Sv. Pavle u Novom Zavetu vidi Zakon kao mamac i klopku jer zakoni koji se ne mogu održati čine čoveka grešnikom.« Međutim: »Nije Zakon taj koji nas čini grešnima. Zakon nas pokušava da nas ojača kako bismo se oduprli mnogim svakodnevnim izazovima greha. Dok bi hrišćanstvo moglo reći da je napor uzaludan i da nikad nismo dovoljno jaki oduprijeti se grijehu (…) judaizam istrajava na tome da smo Bogu dužni biti dovoljno moralno ozbiljni da u najmanju ruku to pokušamo.«